# Hejter
Hejter (z ang. hater „nienawistnik, przeciwnik, krytykant”) – określenie osoby, która publikuje w internecie (nierzadko pod pseudonimem) agresywne, obraźliwe lub skrajnie krytyczne komentarze (zwyczajowo określane jako „hejt internetowy”) pozbawione rzeczowej argumentacji i wygłaszane pod adresem konkretnej osoby lub grupy osób.
Tego rodzaju wrogie wypowiedzi mogą być postrzegane jako akty cyberprzemocy i nękania psychicznego (stalking). Może w nich również występować mowa nienawiści.
Hejterzy różnią się od trolli, starających się zwrócić na siebie uwagę poprzez prowokacyjne komentarze. 
Każdy może paść ofiarą hejtera. Często hejt jest przejawem agresji rówieśniczej oraz uleganiu stereotypom. Niektóre badania sugerują, że w porównaniu do osób niehejtujących, hejterzy mogą przejawiać więcej cech psychopatycznych.